# Otites anthomyina
Otites anthomyina är en tvåvingeart som beskrevs av Friedrich Georg Hendel 1911. Otites anthomyina ingår i släktet Otites och familjen fläckflugor. Inga underarter finns listade i Catalogue of Life.